# I'll Be Your Baby Tonight
I'll Be Your Baby Tonight är en låt skriven och lanserad av Bob Dylan. Låten lanserades på albumet John Wesley Harding 1967 som skivans sista låt. Denna låt gav en ledtråd på hur Dylans nästa album, Nashville Skyline skulle komma att låta. John Wesley Harding som var ett album med många tunga personliga låtar fick en optimistisk avslutning med denna countrylåt om ett lyckligt kärleksförhållande. I låten används steel guitar prominent.
Låten släpptes endast som b-sida på singel, till låten "All Along the Watchtower", men har trots detta varit med på ett flertal av Dylans samlingsskivor så som Bob Dylan's Greatest Hits, Vol. 2 (1971), Masterpieces (1978) och Biograph (1985). Låten framförs av Kris Kristofferson på albumet The 30th Anniversary Concert Celebration från 1992.
Låten spelades in av The Hollies till albumet Hollies Sing Dylan 1969. Linda Ronstadt släppte samma år en version på sitt debutalbum Hand Sown ... Home Grown. 1990 spelade Robert Palmer tillsammans med UB40 in en cover av låten som blev en hitsingel i flera länder. En version av låten med svensk text finns med på skivan Dylan på svenska av Mikael Wiehe och Ebba Forsberg som lanserades 2007.